# Champigny (Yonne)
Pour les articles homonymes, voir Champigny.
Champigny est une commune française située dans le département de l'Yonne en région Bourgogne-Franche-Comté.
Ses habitants sont appelés les Campestriens et les Campestriennes.

## Géographie

### Localisation
La commune se situe à 95 km au sud-est de Paris, dans le nord du département de l'Yonne, sur la RN6 entre Montereau-Fault-Yonne à 15 km au nord-ouest et Sens à 19 km au sud-est.
La rivière Yonne est le principal cours d'eau qui borde le côté nord de la commune et un de ses hameaux, La Tuilerie.
La commune se situe à proximité des autoroutes A5 et A19, elle est desservie par la ligne de chemin de fer Paris-Lyon à Marseille-Saint-Charles.

### Climat
Pour des articles plus généraux, voir Climat de la Bourgogne-Franche-Comté et Climat de l'Yonne.
En 2010, le climat de la commune est de type climat océanique dégradé des plaines du Centre et du Nord, selon une étude du Centre national de la recherche scientifique s'appuyant sur une série de données couvrant la période 1971-2000. En 2020, Météo-France publie une typologie des climats de la France métropolitaine dans laquelle la commune est exposée à un climat océanique altéré et est dans la région climatique  Nord-est du bassin Parisien, caractérisée par un ensoleillement médiocre, une pluviométrie moyenne régulièrement répartie au cours de l’année et un hiver froid (3 °C). 
Pour la période 1971-2000, la température annuelle moyenne est de 11,2 °C, avec une amplitude thermique annuelle de 15,3 °C. Le cumul annuel moyen de précipitations est de 722 mm, avec 11,6 jours de précipitations en janvier et 7,5 jours en juillet. Pour la période 1991-2020, la température moyenne annuelle observée sur la station météorologique de Météo-France la plus proche, « La Brosse-Mx », sur la commune de La Brosse-Montceaux à 8 km à vol d'oiseau, est de 12,0 °C et le cumul annuel moyen de précipitations est de 652,9 mm. 
La température maximale relevée sur cette station est de 42,9 °C, atteinte le 25 juillet 2019 ; la température minimale est de −20,5 °C, atteinte le 17 janvier 1985,,. 
Les paramètres climatiques de la commune ont été estimés pour le milieu du siècle (2041-2070) selon différents scénarios d'émission de gaz à effet de serre à partir des nouvelles projections climatiques de référence DRIAS-2020. Ils sont consultables sur un site dédié publié par Météo-France en novembre 2022.

## Urbanisme

### Typologie
Au 1er janvier 2024, Champigny est catégorisée petite ville, selon la nouvelle grille communale de densité à sept niveaux définie par l'Insee en 2022.
Elle appartient à l'unité urbaine de Champigny, une unité urbaine monocommunale constituant une ville isolée,. Par ailleurs la commune fait partie de l'aire d'attraction de Paris, dont elle est une commune de la couronne,. Cette aire regroupe 1 929 communes,.

### Occupation des sols
L'occupation des sols de la commune, telle qu'elle ressort de la base de données européenne d’occupation biophysique des sols Corine Land Cover (CLC), est marquée par l'importance des territoires agricoles (57,4 % en 2018), en diminution par rapport à 1990 (60,5 %). La répartition détaillée en 2018 est la suivante : 
terres arables (55,7 %), forêts (31,5 %), zones urbanisées (7,4 %), eaux continentales (3,7 %), zones agricoles hétérogènes (1,7 %). L'évolution de l’occupation des sols de la commune et de ses infrastructures peut être observée sur les différentes représentations cartographiques du territoire : la carte de Cassini (XVIIIe siècle), la carte d'état-major (1820-1866) et les cartes ou photos aériennes de l'IGN pour la période actuelle (1950 à aujourd'hui).

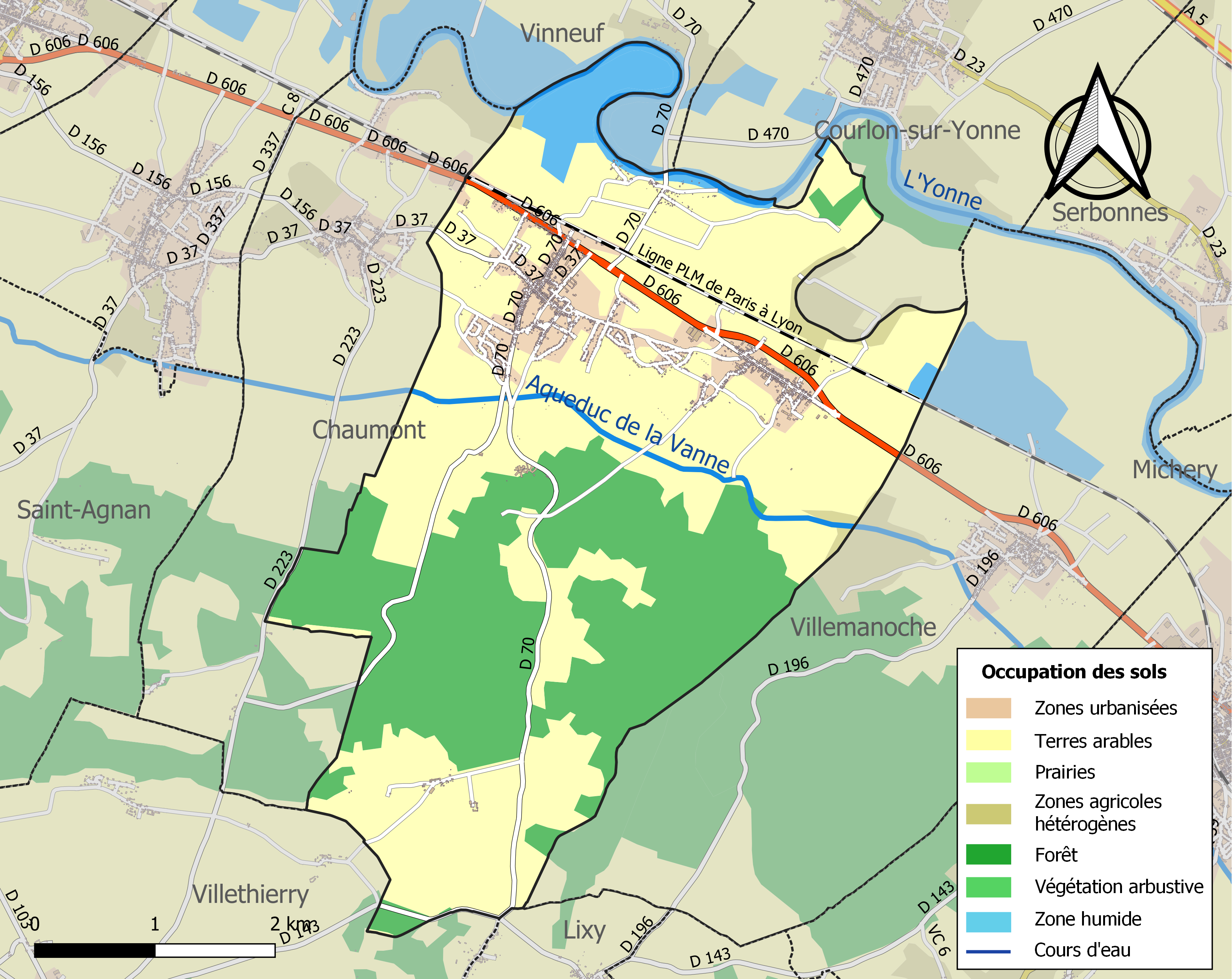
Carte des infrastructures et de l'occupation des sols de la commune en 2018 (CLC).

## Toponymie
Le nom Campiniacum apparaît pour la première fois dans un manuscrit du IXe siècle, sur la liste des paroisses du grand archidiaconé de Sens. Champigny sur Yonne Hier et Aujourd'hui

Champigny dispose de trois hameaux : La Chapelle, Les Pourprises et un port sur l'Yonne ; La Tuilerie. Le premier, populeux, dispose alors d'une ancienne chapelle. Il était primitivement nommé « La Chapelle-feu-Payen ». 

## Histoire
Les lieux font partie des possessions des vicomtes de Sens au XIIe siècle. Lors du partage du patrimoine de la dernière vicomtesse de Sens Ermesende peu après 1200, Champigny rejoint le lot de la famille des Barre centré sur la seigneurie de Chaumont. La seigneurie de Champigny est apparemment un démembrement durant la seconde phase de la guerre de Cent Ans de la seigneurie de Chaumont.
La seigneurie est successivement la propriété des familles des Barre  (XIIe siècle), du Croiset (milieu XVe siècle), Legoux (fin XVe), Bernard (1516 à 1790).
Le village, d'une dimension somme toute modeste, est composé de laboureurs, de quelques artisans, et de rares marchands. Il accueille un notaire au XVIIe siècle. Il dispose d'un des très rares moulins à vent de la vallée de l'Yonne.

### La famille Bernard
Etienne Bernard arrive de Touraine et acquiert la seigneurie de Champigny du chef de son épouse. Pour autant, son implantation dans le Sénonais n'a été que progressive puisqu'il va conserver la seigneurie de Bertignolles-le-Parc.
Sa descendance va se diviser en plusieurs branches, dont seule celle restée titulaire de la seigneurie de Champigny a fait l'objet de publications. Par exemple, une branche cadette s'est établie à Brannay durant plus d'un siècle, détenant une partie de la seigneurie de Villemanoche, et la seigneurie de Plenoche. Les différentes branches porteront une particule qu'elles ne possédaient pas à l'origine.
Curieusement, la détention de la seigneurie de Champigny réservée en principe aux aînés, leur échappe à trois reprises. Cette anomalie est peut-être le signe d'un endettement mal maîtrisé occasionné par les guerres civiles dites de religions. Ainsi, vers 1600, l'aîné, Philippe de Bernard époux de Geneviève Du Breuil, se retire au profit de son cadet. Il conserve toutefois le titre de sire de la Motte d'Arthême et de Champigny. Il a donc tenu à conserver un témoignage honorifique de son rang d'aîné, limité au site ruiné de l'ancien château médiéval. Sa descendance s'établit à Thoury-Ferrottes, et va s'éteindre dans une grande misère matérielle tout en revenant se faire enterrer dans l'église de Champigny.
Les cadets issus de Louis de Bernard (+1616) vont donc conserver Champigny, sans doute en tirant profit d'alliances matrimoniales habilement négociées. 
Pourtant, une fille contredira cette observation, en épousant un officier de cavalerie âgé, Monsieur Lambert, seigneur de Thorigny, La Postolle et Granges-le-Bocage, dont le décès révèle une situation financière catastrophique.
La famille de Bernard, poursuivant la tradition de ses ancêtres maternels de La Rama (seigneurs du Plessis-Hénault en Provinois) fournit aux XVIIe et XVIIIe siècles de nombreux chevaliers à l'ordre de Malte : tel Jean-Louis (né en 1715). Certains abandonnent cependant l'ordre pour assurer la continuation de la famille.
Les enquêtes menées pour l'admission dans l'ordre sont déposées à la bibliothèque de La Valette (Ile de Malte).
La dernière représentante de la famille Anne-Alexandrine de Bernard de Champigny, (1759-1793) est incarcérée enceinte durant la Terreur. Elle y meurt dans un abandon total, laissant un fils et une fille. Son mari Charles-Louis Testu de Balincourt meurt peu après. Leur tombe est visible au fond du cimetière actuel.

### Champigny auxXXeetXXIesiècles
En 1943 un avion bombardier américain B17 Slightly Dangerous est tombé sur Champigny à La Chapelle, 5 aviateurs américains et une habitante du village sont morts dans l’accident. Les autres soldats américains de l’avion ont été sauvés par des habitants du village.
La population est passée de 1101 habitants en 1962 à 2127 aujourd'hui (recensement de 2022).
La commune compte 1 gare ferroviaire, 1 bureau de poste, 1 pharmacie, 2 boulangeries, 1 pizzeria, 1 rôtisserie, 1 hôtel-restaurant, ainsi que de nombreux artisans, coiffeuse (parfois à domicile), électricien, esthéticienne, apiculteur, kinésithérapeute, garages, ferronnerie d'art, location de matériel agricole, 1 épicerie, etc.
Champigny est une ville étape sur les chemins de Saint Jacques de Compostelle, voie de Paris à Vezelay.

## Politique et administration

### Liste des maires successifs
| Période                                  | Période      | Identité                    | Étiquette | Qualité                                                                  |
| ---------------------------------------- | ------------ | --------------------------- | --------- | ------------------------------------------------------------------------ |
| 1794                                     |              | Claude Roblot               |           |                                                                          |
| 1813                                     |              | Maurice Testu de Balincourt |           |                                                                          |
| 1815                                     |              | Lombard                     |           |                                                                          |
| 1820                                     | 1826         | Pierre Carlier              |           | Préfet de Police Conseiller général du canton de Villeneuve-l'Archevêque |
| Les données manquantes sont à compléter. |              |                             |           |                                                                          |
| 1826                                     |              | Nicolas Cochet              |           |                                                                          |
| 1831                                     |              | Esprit Roch                 |           |                                                                          |
| 1866                                     |              | Jean-Louis Lesourd          |           |                                                                          |
| 1878                                     | 1881         | François Perrier            |           |                                                                          |
| 1881                                     | 1882         | Ambroise Desbordes          |           |                                                                          |
| 1882                                     | 1904         | François Perrier            |           |                                                                          |
| Maire en 1944                            |              | Marcel Cornu                |           | Conseiller général du canton de Pont-sur-Yonne (1949-1955)               |
| Les données manquantes sont à compléter. |              |                             |           |                                                                          |
| 1960                                     | 1970         | Désiré Loyer                |           |                                                                          |
| 1987                                     | 2009         | Jean-Claude Brunel          | PRG       |                                                                          |
| septembre 2009                           | mars 2014    | Marie-France Gaujal-Joseph  |           | Avocate en droit social                                                  |
| mars 2014                                | juillet 2020 | Michel Guillon-Cottard      | SE        | Cadre retraité de l'industrie automobile                                 |
| juillet 2020                             | En cours     | René Fouet                  | SE        | Agriculteur, ancien adjoint                                              |
| Les données manquantes sont à compléter. |              |                             |           |                                                                          |

## Population et société

### Démographie
L'évolution du nombre d'habitants est connue à travers les recensements de la population effectués dans la commune depuis 1793. Pour les communes de moins de 10 000 habitants, une enquête de recensement portant sur toute la population est réalisée tous les cinq ans, les populations de référence des années intermédiaires étant quant à elles estimées par interpolation ou extrapolation. Pour la commune, le premier recensement exhaustif entrant dans le cadre du nouveau dispositif a été réalisé en 2004.

En 2022, la commune comptait 2 127 habitants, en évolution de −6,83 % par rapport à 2016 (Yonne : −1,95 %, France hors Mayotte : +2,11 %).
| 1793  | 1800  | 1806  | 1821  | 1831  | 1836  | 1841  | 1846  | 1851  |
| ----- | ----- | ----- | ----- | ----- | ----- | ----- | ----- | ----- |
| 1 258 | 1 343 | 1 387 | 1 473 | 1 608 | 1 659 | 1 690 | 1 729 | 1 778 |

| 1856  | 1861  | 1866  | 1872  | 1876  | 1881  | 1886  | 1891  | 1896  |
| ----- | ----- | ----- | ----- | ----- | ----- | ----- | ----- | ----- |
| 1 688 | 1 620 | 1 541 | 1 567 | 1 486 | 1 392 | 1 375 | 1 299 | 1 264 |

| 1901  | 1906  | 1911  | 1921  | 1926  | 1931  | 1936  | 1946  | 1954  |
| ----- | ----- | ----- | ----- | ----- | ----- | ----- | ----- | ----- |
| 1 179 | 1 125 | 1 110 | 1 009 | 1 026 | 1 162 | 1 221 | 1 094 | 1 065 |

| 1962  | 1968  | 1975  | 1982  | 1990  | 1999  | 2004  | 2006  | 2009  |
| ----- | ----- | ----- | ----- | ----- | ----- | ----- | ----- | ----- |
| 1 101 | 1 167 | 1 143 | 1 424 | 1 782 | 1 887 | 2 007 | 2 021 | 2 142 |

| 2014  | 2019  | 2022  | - | - | - | - | - | - |
| ----- | ----- | ----- | - | - | - | - | - | - |
| 2 261 | 2 117 | 2 127 | - | - | - | - | - | - |

### Enseignement
La commune de Champigny dépend de l'Académie de Dijon (Zone A) et les écoles de la commune dépendent de l'Inspection académique de l'Yonne.
Champigny dispose d'une école maternelle publique et d'une école élémentaire publique dans le centre du bourg.
Les collèges les plus proches sont ceux de Villeneuve la Guyard (collège Claude Debussy) et de Pont-sur-Yonne (collège Restif de la Bretonne).

### Santé
Une clinique privée de 155 lits et places spécialisée dans la psychogériatrie, la clinique Ker Yonnec, est installée à Champigny depuis juin 1977 sur les hauteurs du village, aux abords de la forêt.

### Décharge
Une ISDND (Installation de stockage des Déchets Non Dangereux) est exploitée sur les hauteurs de Champigny. La Coved qui exploite cette décharge vient récemment[Quand ?] d’être autorisée par décret préfectoral à exploiter 60 000 tonnes par an jusqu'en 2029.

## Culture locale et patrimoine

### Lieux et monuments

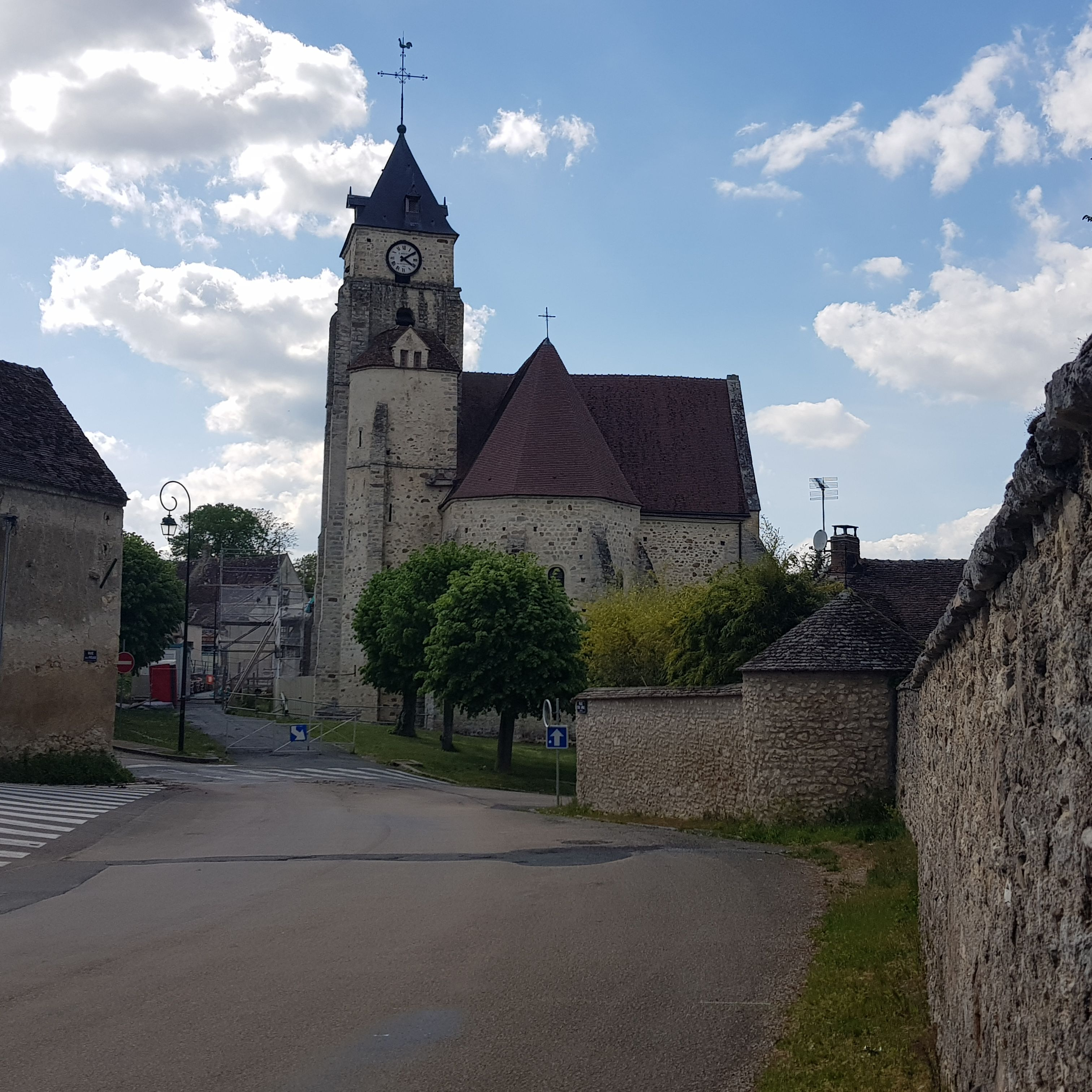
Vue de l'église Saint Martin.

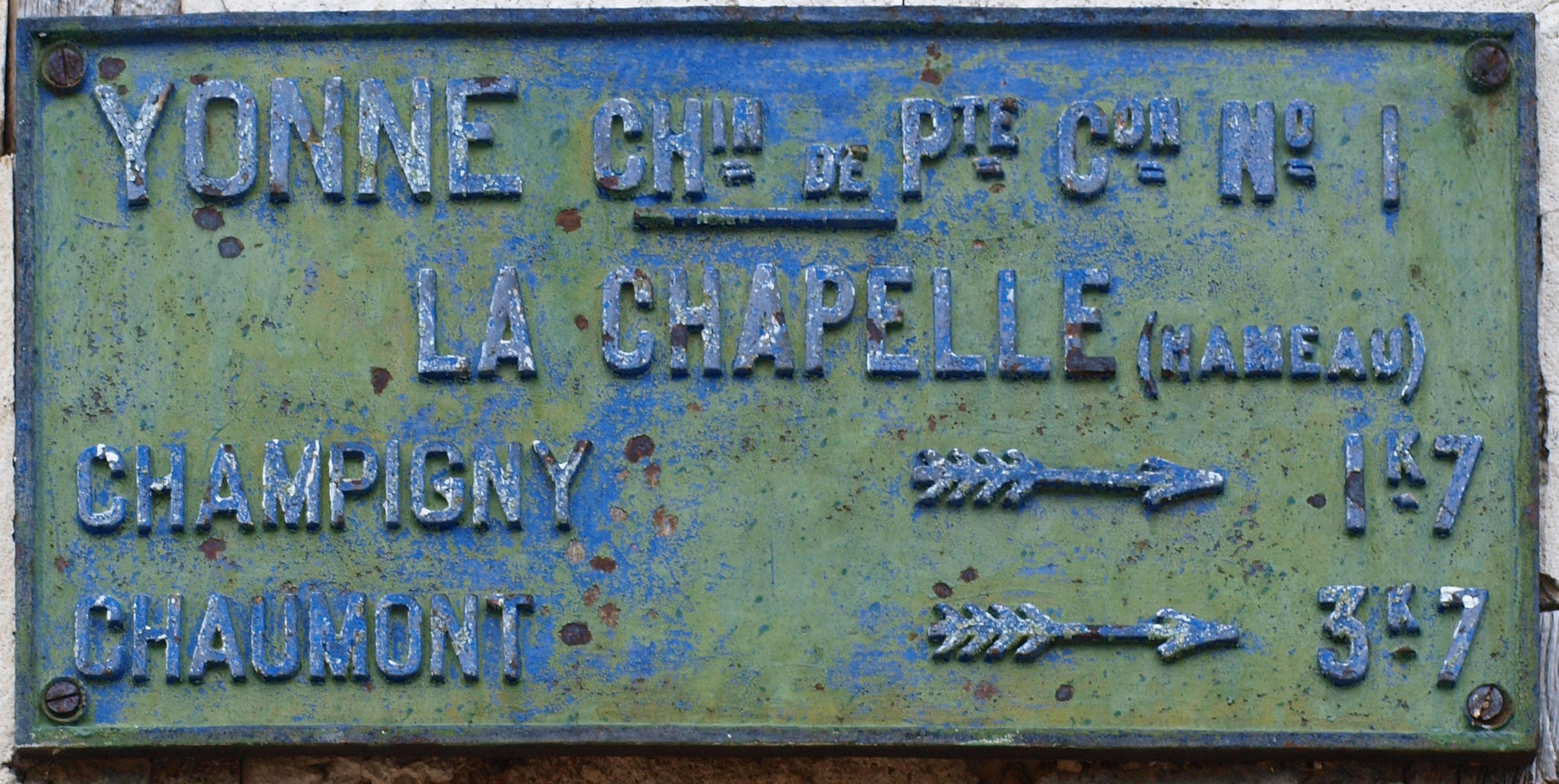
Plaque de cocher

- L'église Saint-Martin du XIIe siècle & XVIe siècle inscrite au titre des monuments historiques par arrêté du 30 mars 1926.
- Le château, début XIXème siècle, propriété privée.
- Trois plaques de cocher, dont deux à La Chapelle.
- Plusieurs polissoirs néolithiques dont un dans les bois de Vaulamoy.
- Plusieurs pierres historiques entourées de leurs légendes.
- La Roche Marquée.
- Les bords de l'Yonne.

### Manifestations culturelles et sportives
- Le salon du livre, en février de chaque année, avec plusieurs auteurs locaux et nationaux
- Le trail de la Roche Marquée, en mars de chaque année, trail de 21 km et course verte ou marche nordique de 10 km,

### Personnalités liées à la commune
- Charles Huré (1638-1717), latiniste, essayiste et enseignant né à Champigny.
- Pierre Carlier (1794-1858), Préfet de police de Paris sous le Second Empire, maire de Champigny de 1820 à 1826.
- Chanoine Lucien Auguste Letteron (1844-1918), historien de la Corse né à Champigny.
- Maurice Sizaire (1877-1969), ingénieur automobile mort à Champigny.
- Jacques Delcourt (1928-2011), karatéka, fondateur et président de la Fédération Française de Karaté mort à Champigny.

### Héraldique
| Blason de Champigny | Blason  | Coupé : au premier parti au I d'azur semé de fleurs de lys d'or à la bordure componée d'or et de gueules et au II bandé d'or et d'azur à la bordure de gueules, au second de gueules au pairle cousu d'azur. |
| Blason de Champigny | Détails | Différences entre dessin et blasonnement. Le statut officiel du blason reste à déterminer. |

## Pour approfondir